# 磐城海岸県立自然公園
磐城海岸県立自然公園（いわきかいがんけんりつしぜんこうえん）は福島県いわき市にある県立自然公園である。

## 概要
いわき市北部の久之浜地区から中部の小名浜地区の三崎にかけての海岸線に南北に細長く広がる、面積15.3平方キロメートルの海浜公園である。1948年に県立自然公園として指定され、1955年に追加指定が行われた。南北に距離があるため指定区域内には、クロマツの防潮林と砂浜が広がる新舞子浜、奇岩怪石の名所である平豊間の二見ヶ浦、久之浜町田之網と四倉町に跨る蟹洗海岸など、様々な風景が広がる。東北地方で最も温暖な場所としても知られており、生育北限となっている暖地性植物も多く見られる。

## 園内

### 史跡・観光地等
- 波立海岸
  - 波立薬師
  - 弁天島
  - 久之浜・波立海水浴場
- 蟹洗海岸
- 四倉海水浴場
- 新舞子浜
  - 新舞子ビーチ
- 沼の内弁財天（賢沼寺）・賢沼ウナギ生息地
- 薄磯海水浴場
- 塩屋崎灯台
- 豊間海水浴場
- 合磯海水浴場
- 二見ヶ浦
- 永崎海水浴場
- 三崎公園
  - いわきマリンタワー
  - 潮見台

### 観光施設
- 太平洋健康センター いわき蟹洗温泉
- かんぽの宿いわき
- 新舞子ハイツ

### 港湾施設
- 久之浜漁港
- 四倉漁港
- 沼の内漁港
- 豊間漁港
- 中之作漁港
- 江名漁港